# Anton Maas
Anton Maas – holenderski brydżysta z tytułami World Life Master (WBF), a także European Grand Master oraz European Champion w kategorii Mikstów (EBL).
Anton Maas pracuje jako manager w banku. Jego żoną i partnerką w mikstach jest Bep Vriend.

## Wyniki brydżowe

### Olimpiady
| Olimpiady brydżowe. Zawody teamów | Olimpiady brydżowe. Zawody teamów | Olimpiady brydżowe. Zawody teamów | Olimpiady brydżowe. Zawody teamów | Olimpiady brydżowe. Zawody teamów | Olimpiady brydżowe. Zawody teamów |
| Rok                               | Miejsce                           | Zawody                            | Kategoria                         | Drużyna                           | Pozycja                           |
| --------------------------------- | --------------------------------- | --------------------------------- | --------------------------------- | --------------------------------- | --------------------------------- |
| 2012                              | Lille                             | 2 Olimpiada Sportów Umysłowych    | Seniorzy                          | Netherlands                       | 9                                 |
| 2000                              | Maastricht                        | 11 Olimpiada Brydżowa             | Open                              | Netherlands                       | 9                                 |
| 1988                              | Wenecja                           | 8 Olimpiada Teamów                | Open                              | Netherlands                       | 15                                |
| 1984                              | Seattle                           | 7 Olimpiada Teamów                | Open                              | Netherlands                       | 11                                |
| 1980                              | Valkenburg                        | 6 Olimpiada Teamów                | Open                              | Netherlands                       | 3                                 |

### Zawody światowe
| Mistrzostwa Świata. Konkurencja teamów | Mistrzostwa Świata. Konkurencja teamów | Mistrzostwa Świata. Konkurencja teamów         | Mistrzostwa Świata. Konkurencja teamów | Mistrzostwa Świata. Konkurencja teamów | Mistrzostwa Świata. Konkurencja teamów |
| Rok                                    | Miejsce                                | Zawody                                         | Kategoria                              | Drużyna                                | Pozycja                                |
| -------------------------------------- | -------------------------------------- | ---------------------------------------------- | -------------------------------------- | -------------------------------------- | -------------------------------------- |
| 2012                                   | Lille                                  | 5 Otwarte Mistrzostwa Świata Teamów Mikstowych | Miksty                                 | Birman                                 | 9                                      |
| 2003                                   | Monte Carlo                            | 36 Mistrzostwa Świata Teamów                   | Trans                                  | Modalfa                                | 46                                     |
| 2002                                   | Montreal                               | 11 Mistrzostwa Świata                          | Open                                   | Maas                                   | 9                                      |
| 1998                                   | Lille                                  | 10 Mistrzostwa Świata                          | Open                                   | Maas                                   | 5                                      |
| 1996                                   | Rodos                                  | 1 Mistrzostwa Świata Teamów Mikstowych         | Miksty                                 | Maas                                   | 38                                     |
| 1995                                   | Pekin                                  | 32 Mistrzostwa Świata Teamów                   | Open                                   | Netherlands                            | 8                                      |

| Mistrzostwa Świata. Konkurencja par | Mistrzostwa Świata. Konkurencja par | Mistrzostwa Świata. Konkurencja par | Mistrzostwa Świata. Konkurencja par | Mistrzostwa Świata. Konkurencja par | Mistrzostwa Świata. Konkurencja par |
| Rok                                 | Miejsce                             | Zawody                              | Kategoria                           | Partner                             | Pozycja                             |
| ----------------------------------- | ----------------------------------- | ----------------------------------- | ----------------------------------- | ----------------------------------- | ----------------------------------- |
| 2010                                | Filadelfia                          | 13 Mistrzostwa Świata               | Miksty                              | Bep Vriend                          | 108                                 |
| 2006                                | Werona                              | 12 Mistrzostwa Świata               | Miksty                              | Bep Vriend                          | 36                                  |
| 2002                                | Montreal                            | 11 Mistrzostwa Świata               | Open                                | Vincent Ramondt                     | 61                                  |
| 2002                                | Montreal                            | 11 Mistrzostwa Świata               | Miksty                              | Bep Vriend                          | 9                                   |
| 1998                                | Lille                               | 10 Mistrzostwa Świata               | Open                                | Vincent Ramondt                     | 22                                  |
| 1998                                | Lille                               | 10 Mistrzostwa Świata               | Miksty                              | Bep Vriend                          | 8                                   |
| 1994                                | Albuquerque                         | 9 Mistrzostwa Świata                | Open                                | Erik Kirchhoff                      | 3                                   |
| 1990                                | Genewa                              | 8 Mistrzostwa Świata                | Miksty                              | Bep Vriend                          | 8                                   |
| 1986                                | Miami Beach                         | 7 Mistrzostwa Świata                | Open                                | Henrik G Schippers                  | 32                                  |
| 1982                                | Biarritz                            | 2 Mistrzostwa Świata                | Open                                | Maximiliaan Johannes Rebattu        | 2                                   |
| 1982                                | Biarritz                            | 6 Mistrzostwa Świata                | Miksty                              | Bep Vriend                          | 32                                  |

| Mistrzostwa Świata. Konkurencja indywidualna | Mistrzostwa Świata. Konkurencja indywidualna | Mistrzostwa Świata. Konkurencja indywidualna | Mistrzostwa Świata. Konkurencja indywidualna | Mistrzostwa Świata. Konkurencja indywidualna | Mistrzostwa Świata. Konkurencja indywidualna |
| Rok                                          | Miejsce                                      | Zawody                                       | Kategoria                                    | Pozycja                                      |                                              |
| -------------------------------------------- | -------------------------------------------- | -------------------------------------------- | -------------------------------------------- | -------------------------------------------- | -------------------------------------------- |
| 1998                                         | Ajaccio                                      | 4 Indywidualne Mistrzostwa Świata            | Open                                         | 47                                           |                                              |
| 1992                                         | Paryż                                        | 1 Indywidualne Mistrzostwa Świata            | Open                                         | 6                                            |                                              |

### Zawody europejskie
| Zawody europejskie. Konkurencja teamów | Zawody europejskie. Konkurencja teamów | Zawody europejskie. Konkurencja teamów  | Zawody europejskie. Konkurencja teamów | Zawody europejskie. Konkurencja teamów | Zawody europejskie. Konkurencja teamów |
| Rok                                    | Miejsce                                | Zawody                                  | Kategoria                              | Drużyna                                | Pozycja                                |
| -------------------------------------- | -------------------------------------- | --------------------------------------- | -------------------------------------- | -------------------------------------- | -------------------------------------- |
| 2012                                   | Dublin                                 | 51. Mistrzostwa Europy Teamów           | Seniorzy                               | Netherlands                            | 8                                      |
| 2011                                   | Poznań                                 | 5. Otwarte Mistrzostwa Europy           | Miksty                                 | Vriend                                 | 2                                      |
| 2009                                   | San Remo                               | 4 Otwarte Mistrzostwa Europy            | Miksty                                 | Vriend                                 | 5                                      |
| 2007                                   | Antalya                                | 3 Otwarte Mistrzostwa Europy            | Miksty                                 | Vriend                                 | 9                                      |
| 2005                                   | Teneryfa                               | 2 Otwarte Mistrzostwa Europy            | Miksty                                 | Armstrong                              | 5                                      |
| 2003                                   | Mentona                                | 1 Otwarte Mistrzostwa Europy            | Miksty                                 | Vriend                                 | 96                                     |
| 2002                                   | Ostenda                                | 7 Mistrzostwa Europy Mikstów            | Miksty                                 | Vriend                                 | 26                                     |
| 2001                                   | Teneryfa                               | 45 Mistrzostwa Europy Teamów            | Open                                   | Netherlands                            | 9                                      |
| 1998                                   | Akwizgran                              | 5 Mistrzostwa Europy Mikstów            | Miksty                                 | Vriend                                 | 12                                     |
| 1995                                   | Vilamoura                              | 42 Mistrzostwa Europy Teamów            | Open                                   | Netherlands                            | 3                                      |
| 1994                                   | Barcelona                              | 3 Mistrzostwa Europy Mikstów            | Miksty                                 | van der Pas                            | 1                                      |
| 1992                                   | Ostenda                                | 2 Mistrzostwa Europy Mikstów            | Miksty                                 | Tammens                                | 3                                      |
| 1990                                   | Bordeaux                               | 1 Mistrzostwa Europy Mikstów            | Miksty                                 | Vriend                                 | 37                                     |
| 1989                                   | Turku                                  | 39 Mistrzostwa Europy Teamów            | Open                                   | Netherlands                            | 7                                      |
| 1983                                   | Wiesbaden                              | 36 Mistrzostwa Europy Teamów            | Open                                   | Netherlands                            | 4                                      |
| 1981                                   | Birmingham                             | 35 Mistrzostwa Europy Teamów            | Open                                   | Netherlands                            | 12                                     |
| 1976                                   | Lund                                   | 5 Młodzieżowe Mistrzostwa Europy Teamów | Juniorzy                               | Netherlands                            | 3                                      |

| Zawody europejskie. Konkurencja par | Zawody europejskie. Konkurencja par | Zawody europejskie. Konkurencja par | Zawody europejskie. Konkurencja par | Zawody europejskie. Konkurencja par | Zawody europejskie. Konkurencja par |
| Rok                                 | Miejsce                             | Zawody                              | Kategoria                           | Partner                             | Pozycja                             |
| ----------------------------------- | ----------------------------------- | ----------------------------------- | ----------------------------------- | ----------------------------------- | ----------------------------------- |
| 2009                                | San Remo                            | 4 Otwarte Mistrzostwa Europy        | Miksty                              | Bep Vriend                          | 196                                 |
| 2007                                | Antalya                             | 3 Otwarte Mistrzostwa Europy        | Miksty                              | Bep Vriend                          | 47                                  |
| 2003                                | Mentona                             | 1 Otwarte Mistrzostwa Europy        | Mikst                               | Bep Vriend                          | 1                                   |
| 2002                                | Ostenda                             | 7 Mistrzostwa Europy Mikstów        | Mikst                               | Bep Vriend                          | 42                                  |
| 2000                                | Bellaria                            | 6 Mistrzostwa Europy Mikstów        | Mikst                               | Bep Vriend                          | 88                                  |
| 1999                                | Warszawa                            | 10 Mistrzostwa Europy Par           | Open                                | Aad Radmondt                        | 106                                 |
| 1998                                | Akwizgran                           | 5 Mistrzostwa Europy Mikstów        | Mikst                               | Bep Vriend                          | 19                                  |
| 1997                                | Haga                                | 9 Mistrzostwa Europy Par            | Open                                | Jaap van der Neut                   | 18                                  |
| 1996                                | Monte Carlo                         | 4 Mistrzostwa Europy Mikstów        | Mikst                               | Bep Vriend                          | 61                                  |
| 1995                                | Rzym                                | 8 Mistrzostwa Europy Par            | Open                                | Erik Kirchhoff                      | 8                                   |
| 1994                                | Barcelona                           | 3 Mistrzostwa Europy Mikstów        | Miksty                              | Bep Vriend                          | 20                                  |
| 1993                                | Bielefeld                           | 7 Mistrzostwa Europy Par            | Open                                | Erik Kirchhoff                      | 145                                 |
| 1992                                | Ostenda                             | 2 Mistrzostwa Europy Mikstów        | Mikst                               | Bep Vriend                          | 4                                   |
| 1991                                | Montecatini                         | 6 Mistrzostwa Europy Par            | Open                                | Bep Vriend                          | 42                                  |
| 1990                                | Bordeaux                            | 1 Mistrzostwa Europy Mikstów        | Mikst                               | Bep Vriend                          | 8                                   |
| 1987                                | Paryż                               | 4 Mistrzostwa Europy Par            | Open                                | Bep Vriend                          | 183                                 |